# Museo Nazionale di Storia Patria
Il Museo Nazionale di Storia Patria (MUNSPA) è un’esposizione permanente di carattere militare che si trova a Rezzato, in Provincia di Brescia nella frazione Virle Treponti, luogo della Battaglia di Treponti (15 giugno 1859) più nota per aver realizzato una parte dell’Altare della Patria.

## Descrizione
Il Museo è diviso in sei sezioni permanenti ed una in deposito e mostra gli aspetti meno noti della Storia Italiana, dal Risorgimento alla Seconda Guerra Mondiale. Il complesso contiene anche il Museo della Medicina di Guerra  con importante materiale legato alla Croce Rossa Internazionale, le sale dedicate a San Giovanni XXIII Papa, comprese le uniformi utilizzate dal Santo Padre nel primo conflitto mondiale.
La struttura contiene il Bunker Antiaereo meglio conservato d’Italia. Realizzato nel 1944 per proteggere gli alti graduati delle SS tedesche ed i Gerarchi della Direzione Generale degli affari Generali e del Personale del Ministero dell’Interno della Repubblica Sociale Italiana, è stato mantenuto dall’Esercito Americano, che ha occupato il complesso fino alla metà degli anni ’50. L’esposizione conserva anche i documenti, fotografie e disegni della ditta Gaffuri e Massardi di Virle Treponti, che ha realizzato parte del Vittoriano ed il Tempio Maggiore Israelita in Roma.
Il Museo aderisce al Museo diffuso del Risorgimento (MuDRi)  ed organizza periodicamente rievocazioni storiche.